# Comprensión del programa
Comprensión del programa, entendimiento del programa o comprensión del código fuente es un dominio de la informática que se ocupa de las formas en que los ingenieros de software mantienen el código fuente. Los procesos cognitivos y de otra índole son identificados y estudiados. Los resultados se utilizan para desarrollar herramientas y capacitación.

## Organizaciones
La Conferencia Internacional sobre la comprensión del programa se dedica a la investigación en la comprensión del programa.